# Notopleura steyermarkiana
Notopleura steyermarkiana är en måreväxtart som beskrevs av Charlotte M. Taylor. Notopleura steyermarkiana ingår i släktet Notopleura och familjen måreväxter. Inga underarter finns listade i Catalogue of Life.